# سامسون قازاریان (سیاستمدار زاده ۱۸۹۹)
سامسون خاچاطوری قازاریان (ارمنی: Սամսոն Խաչատուրի Ղազարյան؛ زادهٔ ۱۸۹۹ - درگذشته ۱۹۵۸) سیاستمدار اهل ارمنستان بود که از تاریخ مارس ۱۹۵۳ تا تاریخ دسامبر ۱۹۵۳ سمت وزارت کشاورزی ارمنستان را برعهده داشت.

## زندگی‌نامه
در ۱۸۹۹ در روستای نور کیانک به دنیا آمد وی در ۱۹۵۸ در سن ۵۹ سالگی درگذشت